# 満州郷

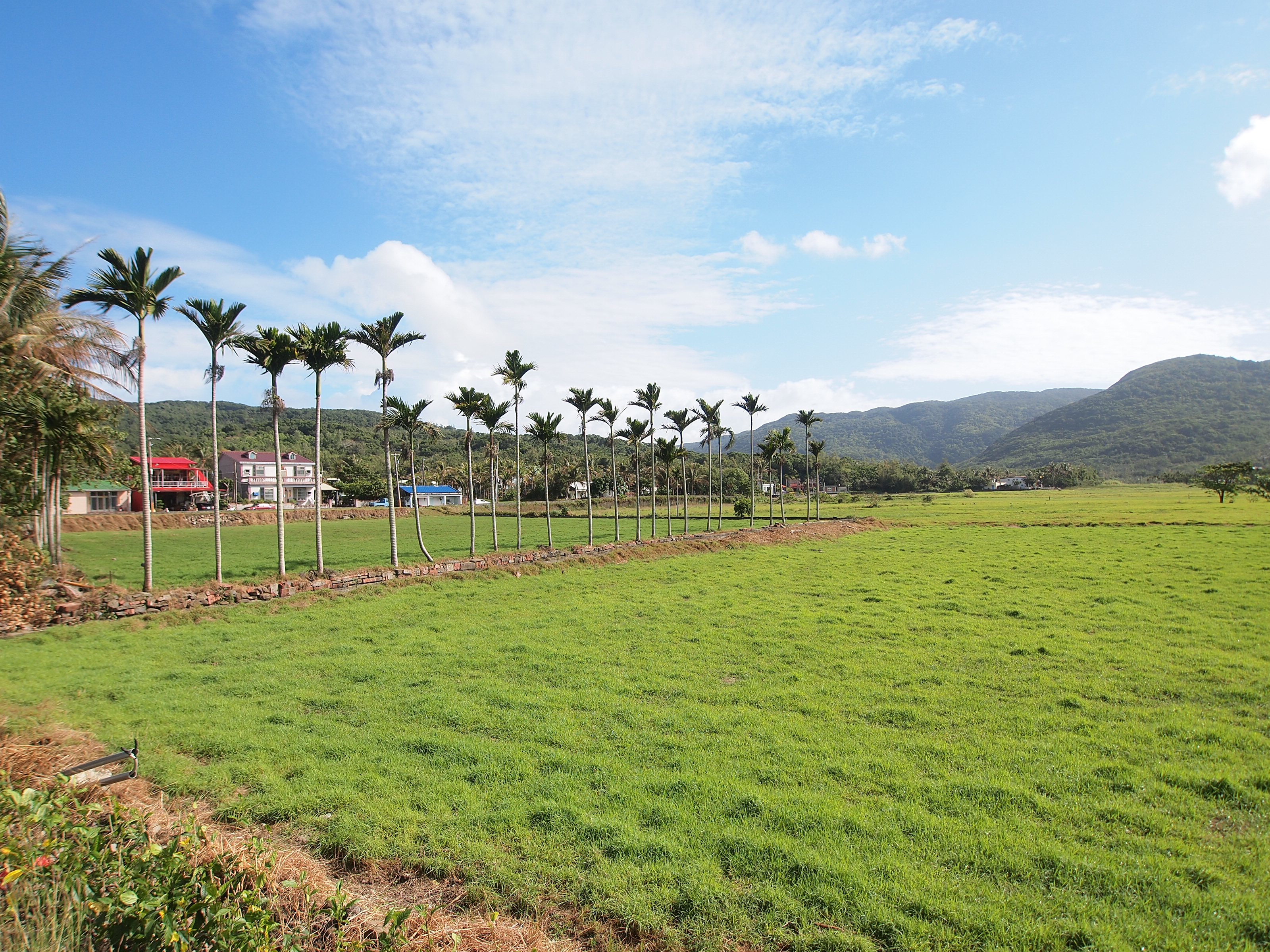
響林村の田園風景

満州郷（マンジョウ/まんしゅう-きょう）は台湾屏東県の郷。トビウオが特産品である。

## 地理
満州郷は屏東県南端に位置し、北及び西北は牡丹郷と、西は車城郷と、南及び南西は恒春鎮とそれぞれ接し、東は太平洋に面している。恒春半島東部の丘陵地帯に位置し、地質上は中央山脈の一部に分類されている。このため郷内には山部が多いが、地勢は比較的緩やかであり、海抜700m以下となっている。気候は熱帯モンスーン気候に属し、毎年10月から翌年2月は地形の関係で強い颪を受ける。

## 歴史
満州郷は古くは原住民であるパイワン族の居住地であり、旧名を「蚊蟀埔」と称した。「蚊蟀埔」の地名は、原住民が狩猟を行った後、食べ残した部位を打ち捨てたため動物の死臭が周囲に立ち込めていたことに由来する。パイワン語では「臭い」を「Manutsuru」と称し、台湾語で音の近い「蚊蟀」（báng-sut）が音訳として与えられ、後に入植した漢人により「蚊蟀埔」として使用された。

1920年の台湾地方改制度の際、東港郡の琉球庄と一對をなすこと、また日本語で「蚊蟀」の音に近いことから「満州」と改名され、「満州庄」を高雄州恒春郡の管轄として設置した。戦後は高雄県満州郷に改編され、1950年に屏東県に帰属するようになり現在に至っている。

## 行政区
| 村                                                             |
| -------------------------------------------------------------- |
| 満州村、永靖村、響林村、長楽村、港口村、九棚村、港仔村、里徳村 |

## 歴代郷長
| 代 | 氏名 | 着任日 | 退任日 |
| -- | ---- | ------ | ------ |

## 教育

### 国民中学
- 屏東県立満州国民中学

### 国民小学
- 屏東県立満州国民小学
- 屏東県立長楽国民小学
- 屏東県立永港国民小学

## 交通
| 種別 | 路線名称 | その他 |
| ---- | -------- | ------ |
| 省道 | 台26線   |        |

## 観光

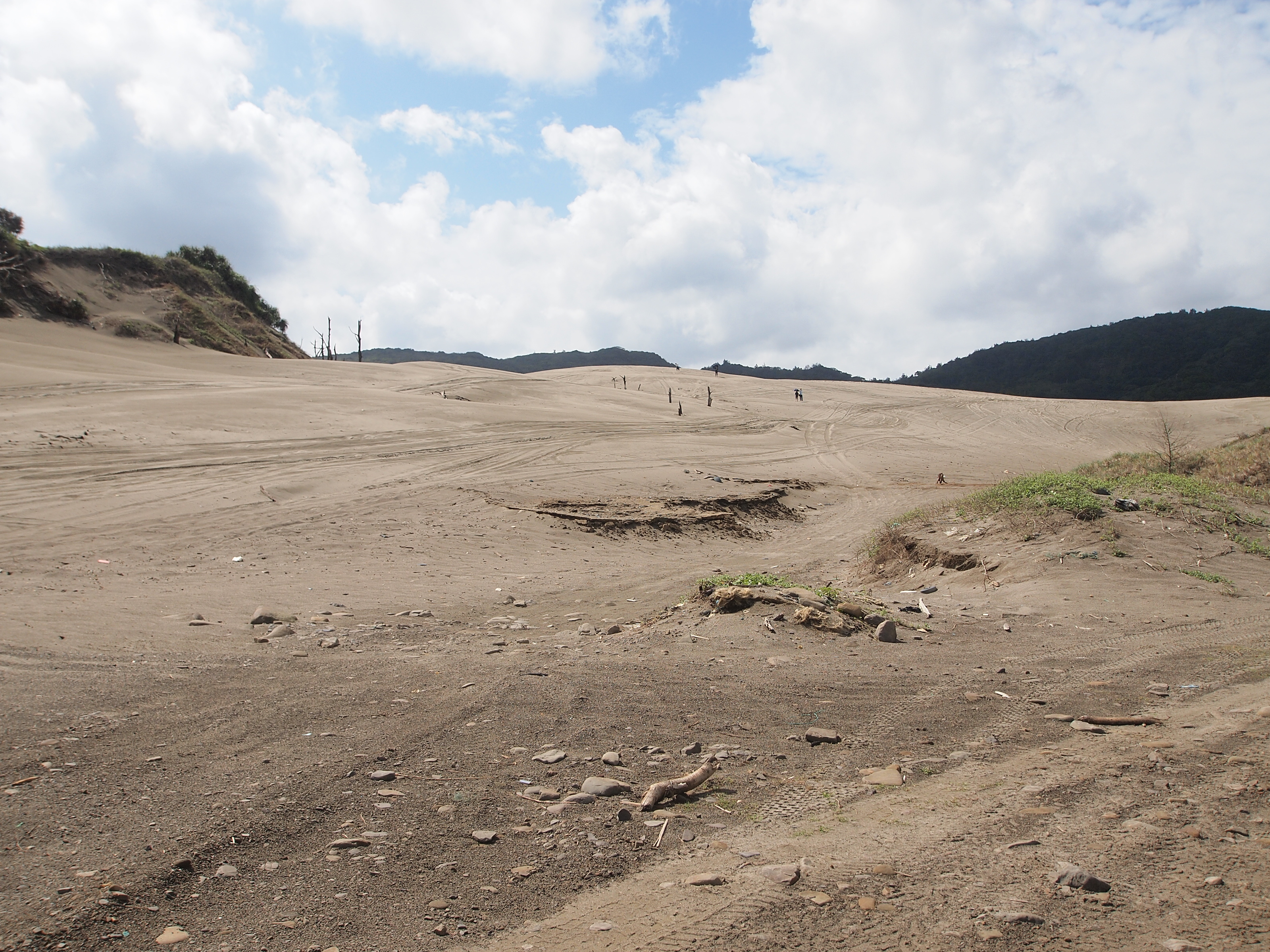
九棚砂漠（港仔砂漠）

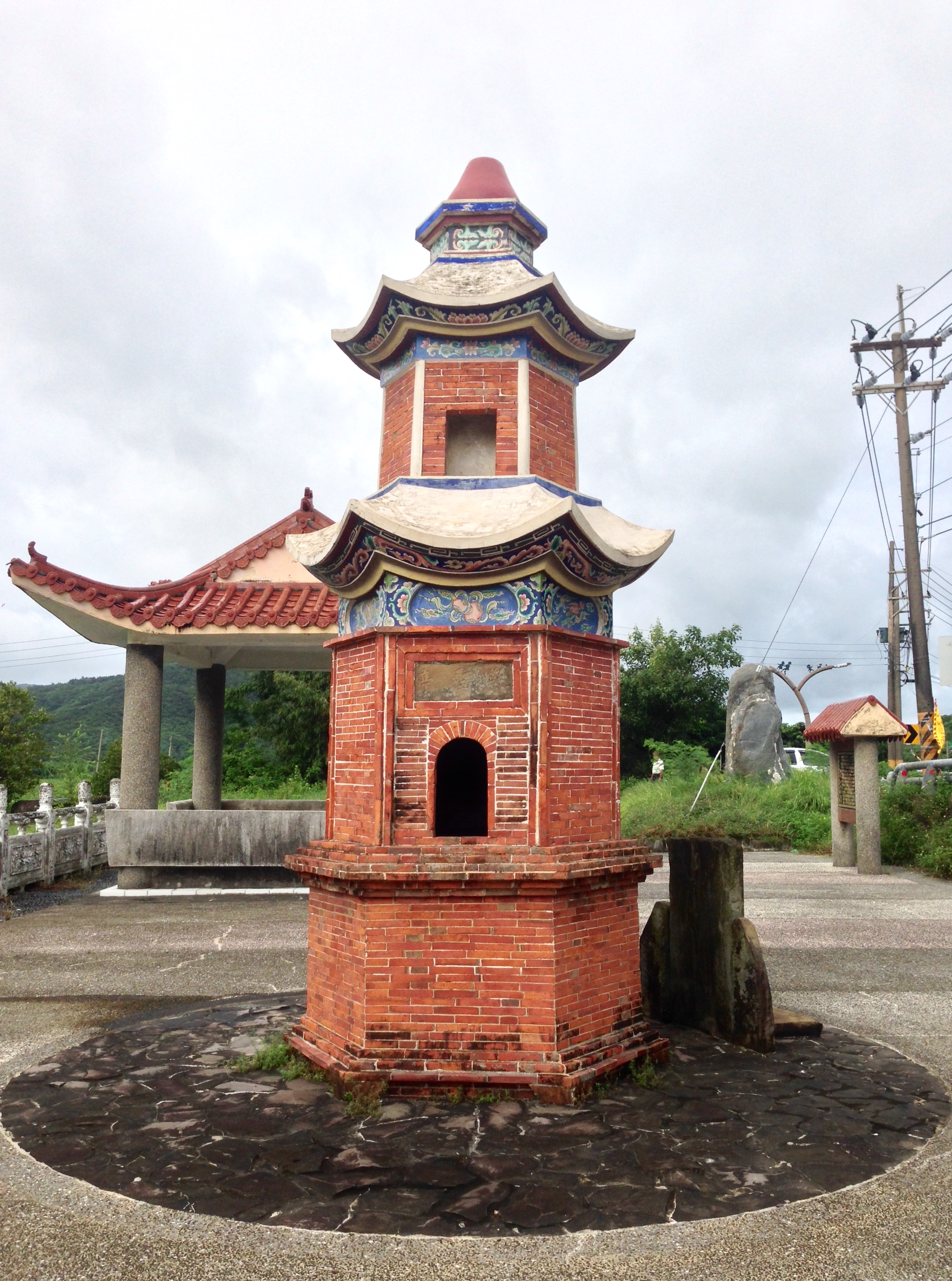
満州郷敬聖亭

- 墾丁国家公園
- 九棚砂漠（中国語版）
- 出風谷草原
- 南仁湖（中国語版）
- 佳楽水（中国語版）
- 南仁山生態保護区
- 南仁山矮人屋
- 満州花海
- 七孔瀑布
- 門馬羅山
- 欖仁渓瀑布
- 茶山吊橋
- 四林格山
- 万丈深坑
- 白榕園
- 港口渓
- 満州村尤宅古厝
- 満州村宋宅古厝
- 満州郷敬聖亭